# 圆头红腺蕨
圆头红腺蕨（学名：Diacalpe annamensis）为球盖蕨科红腺蕨属下的一个种。

## 扩展阅读
- 維基物種上的相關：圆头红腺蕨